# 丰镇厅城墙
丰镇厅城墙，位于中国内蒙古自治区乌兰察布市丰镇市，始筑于清乾隆年间。为丰镇厅城墙。现无存。

## 历史
乾隆十五年（1750年）设丰镇厅。乾隆十八年（1753年），始筑土垣，周375丈，东西南各设一门。乾隆二十一年（1756年），增筑城墙，周845丈，增辟门5个。道光二十年（1840年），再次展修城垣，周1673丈。